# Eutychius (exarch)
Eutychius  was de laatste exarch van Ravenna, hij regeerde van 727 tot 751. Voordien was hij cubiculaire of koubikoularios, eunuch en kamerheer van Leo III van Byzantium, die van 717 tot 741 keizer van Byzantium was.  
In bepaalde historische werken wordt vermeld dat Eutychius de exarch was tussen de ambtstermijnen van Johannes III Rizocopo en Scholasticus. Dit is echter een moderne interpolatie, gebaseerd op een foutieve lezing van de Liber pontificalis.

## Context
Na de moord op zijn voorganger Paulus kreeg Eutychius de opdracht van keizer Leo III om Gregorius II uit de weg te ruimen, omdat deze paus weigerde om de directieven vanuit Byzantium te aanvaarden. De paus had de bescherming van het Romeinse volk. Eutychius had maar beperkte middelen om te handelen en richtte zich daarom tot Liutprand van de Longobarden, die de kat uit de boom keek.
In 730 kreeg Eutychius te maken met de usurpator Tiberius Petasius, die zichzelf uitriep tot keizer. Eutychius kreeg steun van de nieuwe paus, Gregorius III, en samen versloegen ze Tiberius in 731. Gesterkt door deze situatie riep de paus een concilie bijeen tegen het iconoclasme. Dit verzwakte de positie van Eutychius nog meer.
In 737 kwam Thrasimund II, hertog van Spoleto, in opstand en verbrak daarmee het evenwicht in Italië. Koning Liutprand reageerde furieus en Thrasimund vluchtte naar de paus. De Longobarden vielen Rome en Ravenna aan. Eutychius was genoodzaakt te vluchten naar Venetië.
De spanningen bleven duren tot de komst van de nieuwe paus in 741. Paus Zacharias bleek een groot diplomaat en zorgde ervoor dat de rust in Italië terug kwam. Koning Liutprand stierf in 744 en werd opgevolgd door de gematigde Ratchis. Gedurende vijf jaar heerste er vrede over het noorden van Italië. Dat zinde een deel van de Longobardische edelen niet, die vonden dat de zwakte van de tegenpartijen moest worden uitgebuit.
In 749 werd Ratchis afgezet en vervangen door zijn dynamischere broer Aistulf. Aistulf hervatte de oorlog en tegen 751 had hij Noord- en Midden-Italië veroverd. Dit betekende het einde van het exarchaat van Ravenna en het einde van het mandaat van Eutychius.